# Stare Koprzywno
Stare Koprzywno (niem. Alt Koprieben) – opuszczona, niezamieszkana osada w Polsce położona w województwie zachodniopomorskim, w powiecie szczecineckim, w gminie Barwice.
W latach 1975–1998 miejscowość należała administracyjnie do województwa koszalińskiego.

## Nazwa
12 lutego 1948 r. ustalono urzędową polską nazwę miejscowości – Stare Koprzywno, określając drugi przypadek jako Starego Koprzywna, a przymiotnik – starokoprzywieński.